# Starogard (gmina)
Starogard (1945–46 Starogard Łobeski lub Starogrodek) – dawna gmina wiejska istniejąca w latach 1945–1954 w woj. szczecińskim (dzisiejsze woj. zachodniopomorskie). Siedzibą władz gminy był Starogard.
Gmina Starogard Łobeski powstała po II wojnie światowej na terenie tzw. Ziem Odzyskanych (tzw. III okręg administracyjny – Pomorze Zachodnie). 28 czerwca 1946 gmina Starogard – jako jednostka administracyjna powiatu łobeskiego – weszła w skład nowo utworzonego woj. szczecińskiego.
Według stanu z 1 lipca 1952 gmina składała się z 4 gromad: Gardzin, Iglice, Sosnowo i Stara Dobrzyca. Gmina została zniesiona 29 września 1954 wraz z reformą wprowadzającą gromady w miejsce gmin. Jednostki nie przywrócono 1 stycznia 1973 wraz z kolejną reformą reaktywującą gminy, a jej dawny obszar wszedł głównie w skład gminy Resko.
Zobacz też: gmina Starogard Gdański.